# Hănțești
Hănțești é uma comuna romena localizada no distrito de Suceava, na região de Moldávia. A comuna possui uma área de  km² e sua população era de 3986 habitantes segundo o censo de 2007.